# Foszfoenolpiroszőlősav
A foszfoenolpiroszőlősav a glikolízis (glükolízis) köztes terméke. A glicerinsav-3-foszfát molekulán belüli átszerveződéssel glicerinsav-2-foszfáttá alakul, majd ebből vízkilépéssel (kondenzációval) jön létre a foszfoenolpiroszőlősav. Erről a hidrolízissel leszakadó foszfátcsoport egy előzőleg létrejött ADP-re kapcsolódik, és ATP-t hoz létre. A visszamaradó vegyület neve pedig piroszőlősav.